# Marble Rock (kulle)
Marble Rock är en kulle i Antarktis. Den ligger i Östantarktis. Australien gör anspråk på området. Toppen på Marble Rock är 33 meter över havet.
Terrängen runt Marble Rock är kuperad åt sydost, men åt nordost är den platt. Havet är nära Marble Rock åt nordväst. Trakten är glest befolkad. Närmaste befolkade plats är Mawson Station, 1,6 kilometer nordost om Marble Rock. 